# Partido de Exaltación de la Cruz
Exaltación de la Cruz es uno de los 135 partidos de la provincia argentina de Buenos Aires. Su cabecera, Capilla del Señor, se encuentra ubicada a 82 km de la Ciudad de Buenos Aires. El partido forma parte del Área Metropolitana de Buenos Aires (AMBA).

## Historia
- 1527 - Don Sebastián Gaboto, descubridor de las tierras que posteriormente constituirían el Partido de Exaltación de la Cruz, bautiza al Río Paraná de las Palmas como tal el Domingo de Ramos de ese año, por existir en sus orillas profusión de palmeras y palmas que fueron usadas en aquella celebración.
- 1536 - Don Pedro de Mendoza funda la ciudad de Buenos Aires.
- 1580 - Don Juan de Garay, proveniente de Asunción del Paraguay, refunda Buenos Aires para reafirmar los derechos de la Corona Española frente a las intenciones expansionistas lusitanas. Una de las medidas para instrumentar esta defensa territorial, es el Reparto de Tierras o Suertes de Estancias que efectúa el 24 de octubre de ese año entre veinticinco vecinos que lo habían acompañado en la fundación definitiva de Buenos Aires.
- 1614 - Se establece la Compañía de Jesús en tierras de los actuales distritos de Exaltación de la Cruz y Zárate, iniciando la explotación del recurso ganadero y el control de las mercaderías procedentes del norte. Además de la estancia de producción, los Jesuitas fundan un puerto y un colegio.
- 1730 - Don Francisco Casco de Mendoza, primero de su familia en establecerse en estos pagos, hace construir en una de sus estancias a orillas del Arroyo de la Cruz, una capilla para su devoción particular, que se ubicaría en el actual patio y casa parroquial.
- 1735 - El 14 de septiembre, día en que la Iglesia celebra la festividad de la Exaltación de la Santa Cruz, la autoridad eclesiástica eleva a la categoría de Viceparroquia al oratorio de Casco de Mendoza, librándolo al culto público.
- 1750 - 1760 - Queda constituido el pueblo de la Capilla del Señor alrededor de la Viceparroquia; cumpliendo con la Real Pragmática del Rey Carlos III, la que mandaba a "que todos los habitantes ruralmente dispersos deben acercarse a un centro religioso para que sus niños sean educados en el cristianismo y en las primeras letras".
- 1784 - El Ilustrísimo Cabildo "Justicia y Regimiento" ordena la creación del Partido de la Cañada de la Cruz, antigua denominación de estos parajes. Los límites de este distrito, serán los de la Parroquia de la Capilla del Señor.
- 1785 - El 1 de enero se designa la primera autoridad exclusiva y propia del distrito. El designio recae sobre Don Francisco Remigio Casco de Mendoza, nieto del propietario del oratorio original.
- 1854 - Se escinde de estas tierras el Partido de Zárate.
- 1855 - Hace lo propio el Partido de Campana. Como consecuencia de la creación de estos nuevos distritos, Exaltación de la Cruz se convierte en territorio mediterráneo, dejando de percibir los impuestos por mercaderías ingresadas a través de los puertos de Zárate y de Campana.[4]

## Geografía

### Límites
Limita, al norte con los partidos de Zárate y San Antonio de Areco, al noreste con Campana, al oeste con San Andrés de Giles, y al sur con el partido de Luján, y al este con Pilar.

### Sismicidad
La región responde a las subfallas «del río Paraná», y «del río de la Plata», y a la falla de «Punta del Este», con sismicidad baja; y su última expresión se produjo el 5 de junio de 1888 (136 años), a las 3.20 UTC-3, con una magnitud aproximadamente de 5,0 en la escala de Richter (terremoto del Río de la Plata de 1888).

Área de
- Tormentas severas, poco periódicas, con Alerta Meteorológico
- Baja sismicidad, con silencio sísmico de 136 años

## Gobierno

### Intendentes municipales desde 1983
| Intendente             | Mandato                                           | Partido | Partido | Alianza | Alianza | Elecciones |
| ---------------------- | ------------------------------------------------- | ------- | ------- | ------- | ------- | ---------- |
| Adalberto Cándido Aner | 10 de diciembre de 1983 - 10 de diciembre de 1987 |         | UCR     |         | —       | 1983       |
| Adalberto Cándido Aner | 10 de diciembre de 1987 - 10 de diciembre de 1991 | 1987    | UCR     |         | —       |            |
| Ricardo Ángel Bozzani  | 10 de diciembre de 1991 - 10 de diciembre de 1995 |         | DCEC    |         | —       | 1991       |
| Ricardo Ángel Bozzani  | 10 de diciembre de 1995 - 10 de diciembre de 1999 |         | DCEC    | FREJUFE | 1995    |            |
| Ricardo Ángel Bozzani  | 10 de diciembre de 1999 - 6 de octubre de 2000    |         | DCEC    | CJ      | 1999    |            |
| Adrián Daniel Sánchez  | 6 de octubre de 2000 - 10 de diciembre de 2003    |         | DCEC    | CJ      | 1999    |            |
| Horacio Alberto Errazú | 10 de diciembre de 2003 - 10 de diciembre de 2007 |         | FREJUT  |         | PJ      | 2003       |
| Horacio Alberto Errazú | 10 de diciembre de 2007 - 10 de diciembre de 2011 |         | PJ      |         | FPV     | 2007       |
| Adrián Daniel Sánchez  | 10 de diciembre de 2011 - 10 de diciembre de 2015 |         | DCEC    | 2011    | FPV     |            |
| Adrián Daniel Sánchez  | 10 de diciembre de 2015 - 10 de diciembre de 2019 | 2015    | DCEC    |         | FPV     |            |
| Diego Eduardo Nanni    | 10 de diciembre de 2019 - 10 de diciembre de 2023 |         | PJ      |         | FdT     | 2019       |
| Diego Eduardo Nanni    | 10 de diciembre de 2023 - En el cargo             |         | PJ      | UP      | 2023    |            |

## Demografía

### Estructura
Según el censo 2022 la población total es de 40nbsp;159 personas, repartidas en 20 285 mujeres y 19nbsp;874 hombres, con un índice de masculinidad de 97,9 hombres por cada 100 mujeres. 
La edad mediana de la población es de 32 años (33 años entre las mujeres y 32 años entre los hombres).
El 10,2% de la población tiene más de 65 años (frente al 8,8% en 2010), y el 2,0% de la población tiene más de 80 años (mismo porcentaje que en 2010)

### Salud y educación
El 65,5% de la población tiene al menos un tipo de cobertura de salud. 
Unas 14 130 personas asisten a algún tipo de establecimiento educativo de cualquier nivel y unas 4 728 personas tienen un título terciario o superior (19,7% sobre el total de la población instruida). La tasa de alfabetización es del 99,8

### Migraciones
De las personas residentes en el partido, unas 10 991 (27,3% del total de población) nacieron en otra provincia, y unas 1 903 (4,7% del total de población) lo hicieron fuera del país, siendo los grupos de inmigrantes más numerosos los provenientes de:
- Bolivia: 692 personas
- Paraguay: 463 personas
- Uruguay: 194 personas
- Chile: 56 personas
- Venezuela: 48 personas

### Hogares
En el partido hay un total de 17 688 viviendas  y 13 775 hogares. 
En cuanto al régimen de tenencia y regularidad de la propiedad de las viviendas, el 60,8% es propia, el 18,3% es alquilada, el 10,2% es cedida o prestada, y el resto se encuentra en otra situación.
Sobre el total de hogares, 7 866 (57,1% del total) tiene acceso a red pública de agua corriente, 6 183 (44,9% del total) tiene desagüe y descarga a red pública cloacal, 6 311 (45,8% del total) tiene acceso a red pública de gas, y 10 170 (73,8% del total) tiene acceso a red de internet en la vivienda. 
| Censo     | 1869  | 1881    | 1895   | 1914    | 1947   | 1960    | 1970   | 1980    | 1991    | 2001    | 2010    | 2022   |
| --------- | ----- | ------- | ------ | ------- | ------ | ------- | ------ | ------- | ------- | ------- | ------- | ------ |
| Población | 3.970 | 6.299   | 6.753  | 8.588   | 8.609  | 9.926   | 10.630 | 12.859  | 17.072  | 24.167  | 29.805  | 40.159 |
| Variación | -     | +58,66% | +7,20% | +27,17% | +0,24% | +15,29% | +7,09% | +20,96% | +32,76% | +41,55% | +23,32% | +34,7% |

## Accesos

### Por Carretera
- Rutas Nacionales: RN 8, RN 192, y RN 193.
- Rutas Provinciales: RP 6, RP 39, RP 47.
- Caminos Municipales: 1400 km

### Por Ferrocarril
- Línea Mitre hasta Estación Victoria, y combina con el ramal a Capilla del Señor (cabecera del Partido)
- Línea San Martín hasta Estación Pilar y combina con autotransporte Atlántida línea 429 hasta Capilla del Señor

Se prevé la extensión de la Línea Belgrano Norte, hasta lo que era la estación Carlos Lemeé.

## Estaciones de Ferrocarril del Partido
- Carlos Lemee, FFCC Belgrano Norte
- Arroyo de la Cruz, FFCC Belgrano Norte
- Chenaut, FFCC Belgrano Norte
- Gobernador Andonaegui, FFCC Belgrano Norte
- Los Cardales, FFCC Mitre
- Capilla del Señor, FFCC Mitre
- Diego Gaynor, FFCC Mitre
- Etchegoyen, FFCC Urquiza
- Apeadero Orlando (Parada Orlando), FFCC Urquiza
- Capilla, FFCC Urquiza

## Localidades del Partido
- Cuartel 1.º Capilla del Señor
- Cuartel 2.º Los Cardales
- Cuartel 3.º Pavón
- Cuartel 3.º Arroyo de La Cruz
- Cuartel 3.º Parada Orlando
- Cuartel 4.º Parada Robles
- Cuartel 4.º El Remanso
- Cuartel 4.º Etchegoyen
- Cuartel 5.º Parada La Lata - La Loma
- Cuartel 6.º Diego Gaynor
- Cuartel 7.º Gobernador Andonaegui
- Cuartel 7.º Chenaut
- Cuartel 8.º Barrio Parque Sakura

## Imágenes

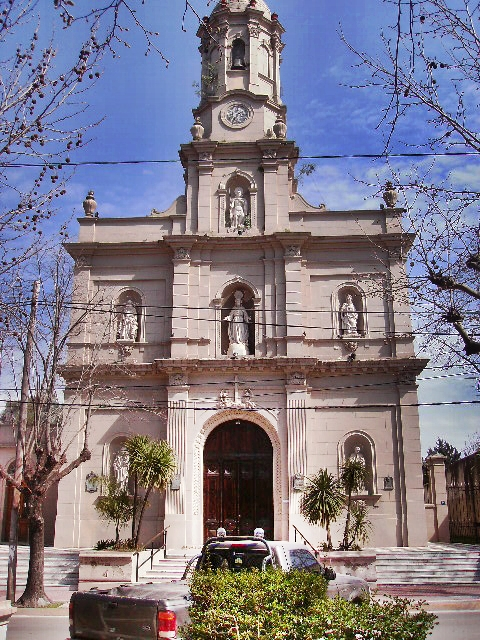
Parroquia de Exaltación de la Cruz
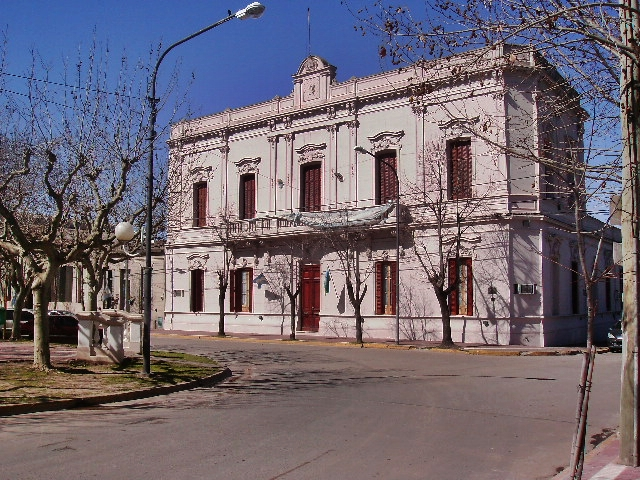
Municipalidad
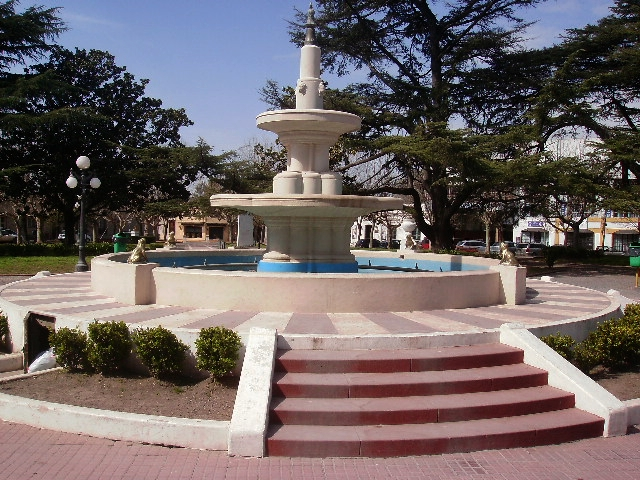
Fuente los sapos Capilla del Señor
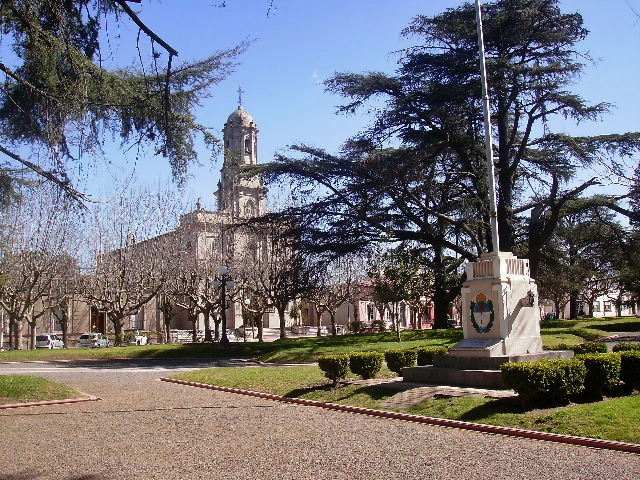
Plaza San Martín Capilla del Señor
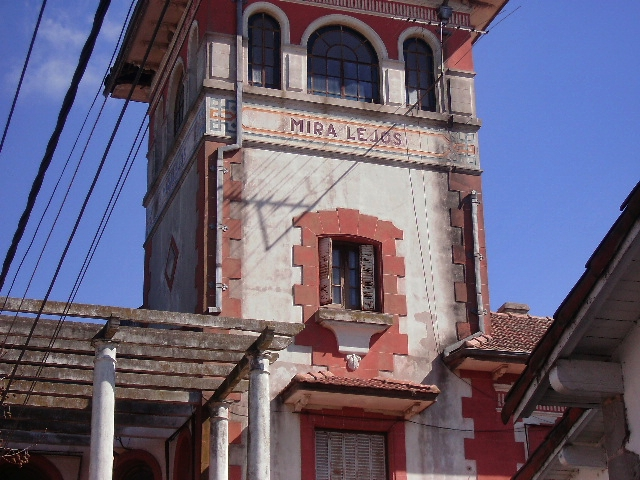
Mira Lejos Capilla del Señor
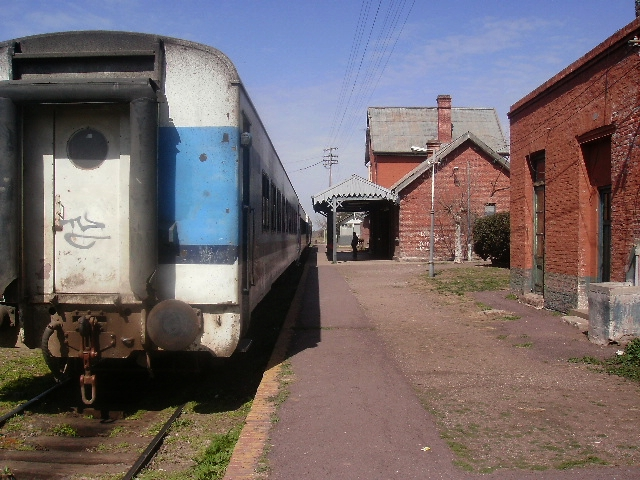
Estación Capilla del Señor